# مشاعره
مُشاعره به معنی مسابقه شعرخوانی از بر  و نبرد کردن در شعر است.
این مسابقه می‌تواند بر اساس شعرهای سروده خودِ فرد (به ویژه سروده‌های فی‌البداهه) باشد یا بر اساس شعر شاعران دیگر.
مشاعره گاه بدین صورت است که هر یک از افراد بیتی شعر از بر می‌خواند و نفر بعدی باید شعر خویش را با آخرین حرف آن بیت آغاز کند.